# Thời đại Ubaid
Thời đại Ubaid (kéo dài từ khoảng năm 6500 TCN cho tới khoảng năm 3700 TCN) là một giai đoạn tiền sử của nền văn minh Lưỡng Hà. Tên gọi của giai đoạn này được đặt theo tên gọi của di chỉ Tell al-'Ubaid, tại nơi này Henry Hall là người đầu tiên đã tiến hành một cuộc khai quật lớn vào năm 1919 và tiếp theo sau đó là các cuộc khai quật của Leonard Woolley.
Ở khu vực miền nam Lưỡng Hà, đây là giai đoạn có niên đại sớm nhất được phát hiện ở khu vực đồng bằng phù sa mặc dù vậy vẫn có khả năng là sẽ còn các giai đoạn lịch sử khác với niên đại lâu đời hơn đang nằm ẩn bên dưới lớp bồi tích. Giai đoạn này kéo dài từ khoảng năm 6500 TCN cho tới năm 3800 TCN ở khu vực miền nam Lưỡng Hà và được tiếp nối bởi thời đại Uruk. Trong khi đó ở khu vực Thượng Lưỡng Hà thì giai đoạn này chỉ kéo dài từ khoảng năm 5300 TCN cho tới khoảng năm 4300 TCN.
Thuật ngữ "Thời đại Ubaid" cùng với các thuật ngữ khác như thời đại Jemdet Nasr và Uruk đã được công bố lần đầu tiên tại một hội nghị ở Baghdad vào năm 1930.

## Niên đại và các thời kỳ

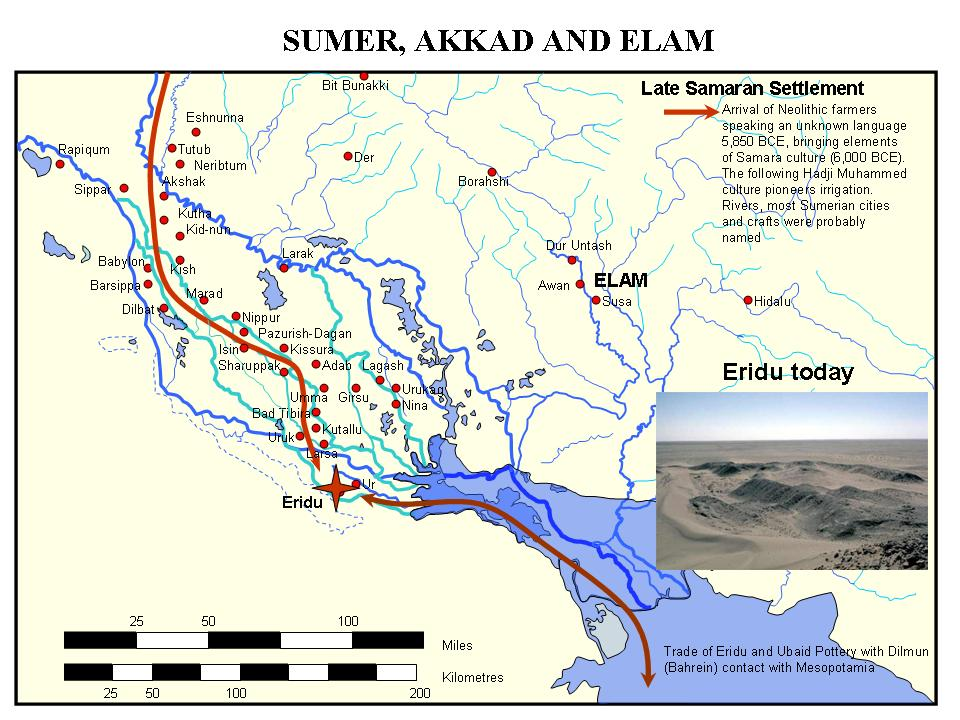
Bản đồ các di chỉ khảo cổ quan trọng của khu vực Cận Đông cùng với vị trí của bốn thành phố mất tích: Larak, Awan, Akshak, và Rapiqum.

Thời đại Ubaid được chia làm bốn giai đoạn chính:
- Giai đoạn Ubaid 0 kéo dài từ khoảng năm 5500 cho tới khoảng năm 5400 TCN, giai đoạn này còn được gọi là giai đoạn Oueili bởi vì những di chỉ có niên đại sớm nhất của giai đoạn Ubaid 0 được phát hiện lần đầu tiên tại Tell el-'Oueili.
- Giain đoạn Ubaid 1 kéo dài từ khoảng năm 5400 TCN cho tới khoảng năm 4700 TCN, giai đoạn này còn được gọi là giai đoạn Eridu[7] theo tên của thành phố Eridu và nó chỉ giới hạn ở khu vực miền nam Iraq. Giai đoạn này cho thấy mối liên hệ rõ nét của nó với nền văn hóa Samarra ở phía bắc. Nguồn nước ngầm dồi dào ở khu vực miền nam Iraq đã giúp cho những cư dân của giai đoạn này trở thành những người tiên phong trong việc gieo trồng ở khu vực có khí hậu cực kỳ khô hạn.[8]
- Giai đoạn Ubaid 2[7] kéo dài từ khoảng năm 4800 TCN cho tới khoảng năm 4500 TCN. Vào giai đoạn này, các cư dân của nó đã tạo ra các đồ gốm phong cách Hadji Muhammed. Giai đoạn này còn chứng kiến sự xuất hiện của các mạng lưới kênh đào rộng lớn nằm gần các khu định cư quan trọng.